# Piotr Tarkowski
Piotr Tarkowski (ur. 10 sierpnia 1999) – polski lekkoatleta specjalizujący się w skoku w dal oraz sprincie.
Srebrny medalista Mistrzostw Polski Seniorów w Lekkoatletyce 2018 (Lublin). Jest też zwycięzcą Mistrzostw Polski Juniorów w Lekkoatletyce 2018 rozegranych we Włocławku oraz Halowych Mistrzostw Polski Juniorów w Lekkoatletyce 2018 rozegranych w Toruniu. Uczestnik mistrzostw świata juniorów (2018) oraz dwukrotnie młodzieżowych mistrzostw Europy (2019, 2021). Na 66. Halowych Mistrzostwach Polski Seniorów wynikiem 8,01 m ustanowił rekord halowych mistrzostw Polski oraz został halowym mistrzem Polski.

## Osiągnięcia
| Rok  | Impreza                                            | Miejsce   | Konkurencja  | Pozycja    | Wynik |
| ---- | -------------------------------------------------- | --------- | ------------ | ---------- | ----- |
| 2018 | Mistrzostwa Polski Seniorów w Lekkoatletyce        | Lublin    | skok w dal   | 2. miejsce | 7,80  |
| 2019 | Halowe Mistrzostwa Polski Seniorów w Lekkoatletyce | Toruń     | skok w dal   | 3. miejsce | 7,73  |
| 2019 | Halowe Mistrzostwa Polski Seniorów w Lekkoatletyce | Toruń     | bieg na 60 m | 3. miejsce | 6,84  |
| 2020 | Mistrzostwa Polski Seniorów w Lekkoatletyce        | Włocławek | skok w dal   | 3. miejsce | 7, 68 |
| 2020 | Halowe Mistrzostwa Polski Seniorów w Lekkoatletyce | Toruń     | skok w dal   | 2. miejsce | 7, 77 |
| 2022 | Halowe Mistrzostwa Polski Seniorów w Lekkoatletyce | Toruń     | skok w dal   | 1. miejsce | 8, 01 |
| 2022 | Mistrzostwa Polski Seniorów w Lekkoatletyce        | Suwałki   | skok w dal   | 1. miejsce | 8, 03 |